# Thurston Moore
Thurston Moore (Coral Gables, Florida, 1958. július 25. –) a Sonic Youth és Chelsea Light Moving nevű New York-i rockegyüttes énekese, szövegírója és gitárosa.
Dolgozott Glenn Brancával, Jad Fairral, Lydia Lunch-el, Maryanne Amacherrel, DJ Spookyval, William Hookerrel, Daniel Carterrel, Christian Marclayval, Mike Watt-tal, Loren Mazzacane Connorssal, William Winanttal, Richard Hellel, Mats Gustafssonnal, Don Fleminggel, The Thinggel, Nels Cline-vel, Cock ESPpel, John Moloneyval, The Ex-szel, Jamantaka Eyevel, Chris Corsanoval, Jemina Pearlrel, Yoko Onoval és My Cat is an Aliennel.

## Diszkográfia

### Szólólemezek
- Psychic Hearts (1995, Geffen Records)
- Root (1998, Lo Recordings)
- Trees Outside the Academy (2007, Ecstatic Peace!)
- Demolished Thoughts (2011, Matador Records)
- The Best Day (2014, Matador Records)
- Rock n Roll Consciousness (2017, Caroline)
- Spirit Counsel (2019, Daydream Library)
- By the Fire (2020, Daydream Library)
- Screentime (2021, Bandcamp)
- Flow Critical Lucidity (2024, Daydream Library)

### Chelsea Light Moving
- Chelsea Light Moving (2013)

### Együttműködések
- Barefoot in the Head – Jim Sauter és Don Dietrich (1990)
- Shamballa – William Hooker és Elliott Sharp (1993)
- Klangfarbenmelodie – Tom Surgal (1995)
- Pillow Wand – Nels Cline (1996)
- Piece for Yvonne Rainer – Yoshimi és Mark Ibold (1996)
- Piece for Jetsun Dolma – Tom Surgal és William Winant (1996)
- The Promise – Evan Parker és Walter Prati (1999)
- Three Incredible Ideas – Walter Prati és Giancarlo Schiaffini (2001)
- Yokokimthurston – Yoko Ono és Kim Gordon (2012)
- @ – John Zorn (2013)
- Cuts of Guilt, Cuts Deeper – Merzbow, Pándi Balázs, Mats Gustafsson (2014)

## Külső hivatkozások
- sonicyouth.com/thurston

## További információ
- Hivatalos oldal
- Thurston Moore a Facebookon
- Thurston Moore az Internet Movie Database-ben (angolul)
- Thurston Moore a Rotten Tomatoeson (angolul)